# Unfinished Business (1941)
Unfinished Business is een Amerikaanse filmkomedie uit 1941 onder regie van Gregory La Cava. Destijds werd de film in Nederland uitgebracht onder de titel Onafgedane zaken.

## Verhaal
Op de bruiloft van haar zus besluit Nancy Andrews dat ze iets wil doen met haar leven. Ze koopt een treinkaartje naar New York in de hoop om daar door te breken als zangeres. In de trein maakt ze kennis met rokkenjager Steve Duncan. Ze wordt verliefd op hem, maar Steve vergeet haar meteen na aankomst in New York. Nancy leert vervolgens ook zijn broer Tommy kennen. Hij wordt uiteindelijk haar ware liefde.

## Rolverdeling
| Acteur            | Personage      |
| ----------------- | -------------- |
| Irene Dunne       | Nancy Andrews  |
| Robert Montgomery | Tommy Duncan   |
| Preston Foster    | Steve Duncan   |
| Eugene Pallette   | Elmer          |
| Dick Foran        | Frank          |
| Esther Dale       | Tante Mathilda |
| Walter Catlett    | Billy Ross     |
| Richard Davies    | Richard        |
| Kathryn Adams     | Katy           |
| Samuel S. Hinds   | Oom            |
| June Clyde        | Clarisse       |
| Phyllis Barry     | Sheila         |